# (2088) Sahlia
(2088) Sahlia est un astéroïde de la ceinture principale.

## Description
(2088) Sahlia est un astéroïde de la ceinture principale. Il fut découvert le 27 février 1976 à l'observatoire Zimmerwald par Paul Wild. Il présente une orbite caractérisée par un demi-grand axe de 2,21 UA, une excentricité de 0,08 et une inclinaison de 5,5° par rapport à l'écliptique.

## Compléments